# Грушки-Первые
Грушки-Первые — хутор в Прохоровском районе Белгородской области. Входит в состав городского поселения «Посёлок Прохоровка».

## География
Находится в северной части Белгородской области, в лесостепной зоне, в пределах юго-западного склона Среднерусской возвышенности, к югу от автодороги М2, у юго-восточной окраины Прохоровки, административного центра района. Абсолютная высота — 225 метров над уровнем моря.

### Климат
Климат характеризуется как умеренно континентальный, с относительно мягкой зимой и тёплым продолжительным летом. Среднегодовая температура воздуха — 5,4 °C. Средняя температура воздуха самого холодного месяца (января) — −9,2 °C; самого тёплого месяца (июля) — 16,4 — 24,3 °C. Безморозный период длится в среднем 155—160 дней. Годовое количество атмосферных осадков — 527—595 мм, из которых большая часть выпадает в тёплый период.

### Часовой пояс
Хутор Грушки-Первые как и вся Белгородская область, находится в часовой зоне МСК (московское время). Смещение применяемого времени относительно UTC составляет +3:00.

## Население
| 2002 | 2010 |
| ---- | ---- |
| 80   | ↗151 |

### Половой состав
По данным Всероссийской переписи населения 2010 года в гендерной структуре населения мужчины составляли 46,4 %, женщины — соответственно 53,6 %.

### Национальный состав
Согласно результатам переписи 2002 года, в национальной структуре населения русские составляли 94 %.